# جوليس بورجوازي
جوليس بورجوازي (بالفرنسية: Jules Bourgeois)‏ هو عالم حشرات فرنسي، ولد في 31 مايو 1847 في Sainte-Marie-aux-Mines ‏ في فرنسا، وتوفي في 18 يوليو 1911.